# Minartice
Minartice je malá vesnice, část obce Vojkov v okrese Benešov ve Středočeském kraji. Nachází se asi 2 km na severovýchod od Vojkova. Prochází tudy železniční trať Olbramovice–Sedlčany. V roce 2009 zde bylo evidováno 15 adres. Minartice je také název katastrálního území o rozloze 3,2 km². V katastrálním území Minartice leží i Sledovice.

## Historie

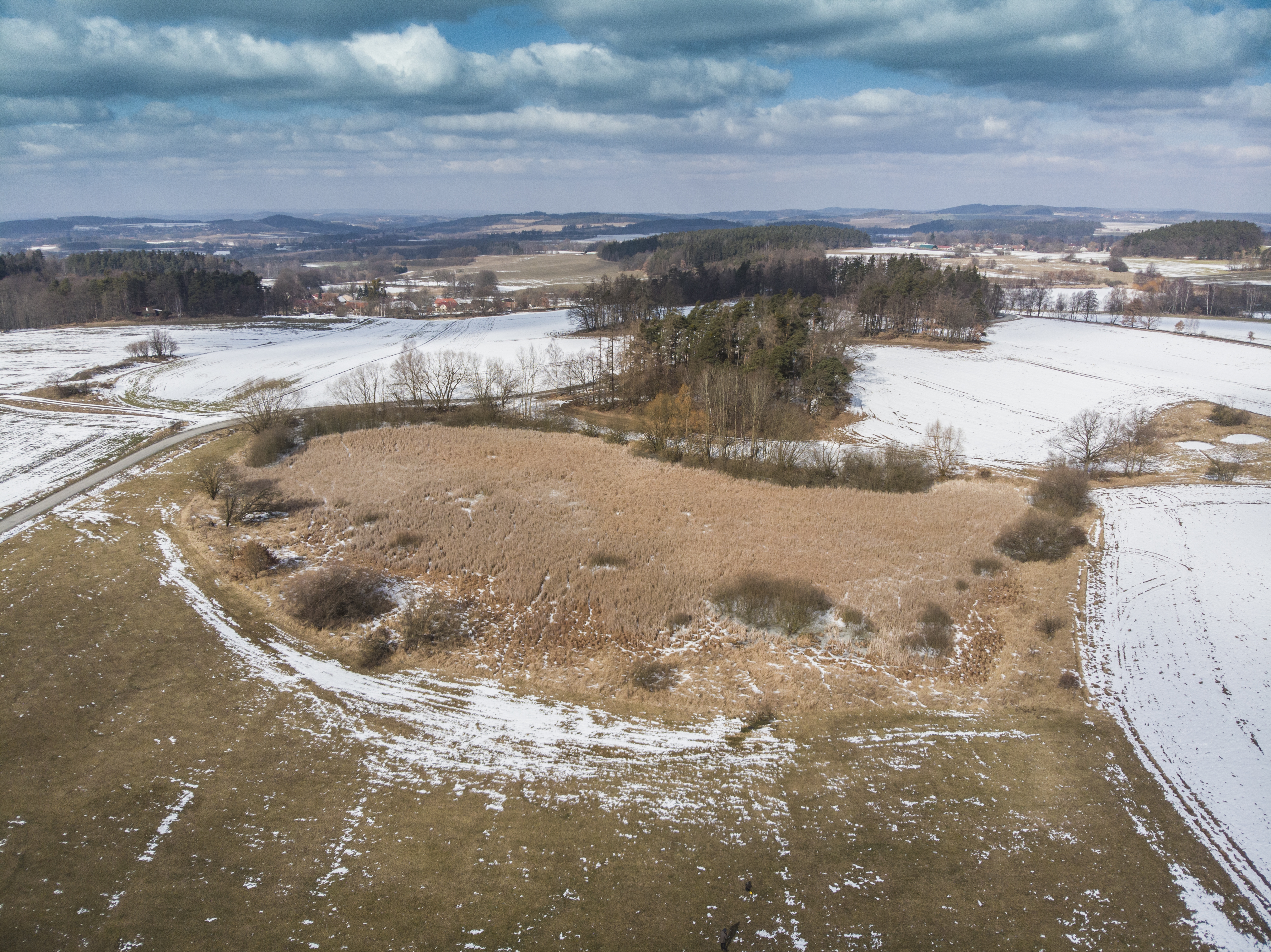
Rybník Jezero v zimě

První písemná zmínka o vesnici pochází z roku 1386. V tehdejším dokumentu, vydaném v Krásné Hoře, je ves uváděna jako Mynarczyce.
V další písemné zmínce z roku 1401 se hovoří o Brunovi z Minartic. Na konci 16. století patřily Minartice společně s Vojkovem ke Kosově Hoře. Od 18. století až do ukončení vrchnostenské správy patřily Minartice k panství ve Vysokém Chlumci, náležejícímu příslušníkům roudnické větve rodu Lobkoviců.
V roce 1894, kdy byla uvedena do provozu železniční trať Olbramovice–Sedlčany, získaly Minartice lepší dopravní spojení s okolními obcemi a městy ve středních Čechách.
Za druhé světové války se ves stala součástí vojenského cvičiště Zbraní SS Benešov a její obyvatelé se museli 1. dubna 1944 vystěhovat.

## Přírodní poměry
Do katastrálního území zasahuje část přírodní památky Minartice, která zahrnuje menší rybník, zvaný Jezero. Tento rybník leží zhruba 300 metrů směrem na jih od železniční zastávky Minartice na trati Olbramovice–Sedlčany. Předmětem ochrany na této lokalitě je ohrožená žába kuňka obecná neboli kuňka ohnivá.

Na katastrálním území Minartice se nachází několik dalších, podstatně větších rybníků. Největšími z nich jsou rybníky Chlumecký a Vojkovák. 

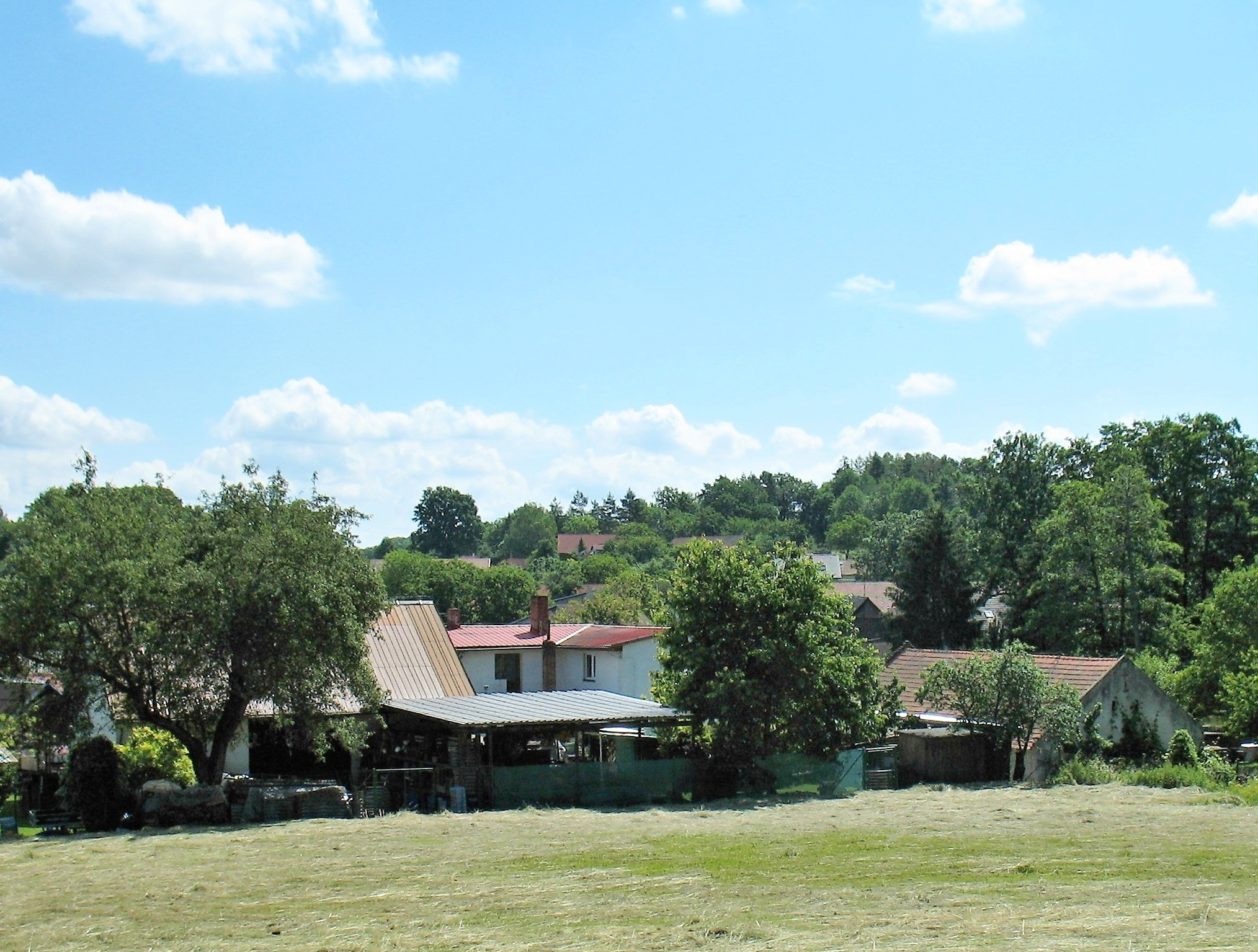
Pohled na vesnici od železniční tratě Olbramovice–Sedlčany